# Sportovní gymnastika na Letních olympijských hrách 1900
Sportovní gymnastika na Letních olympijských hrách 1900 probíhaly ve dnech 29.–30. července 1900. Soutěží se celkem zúčastnilo 135 mužů.

## Medailisté

### Muži
| Soutěž                | Zlato                           | Stříbro                  | Bronz                          |
| --------------------- | ------------------------------- | ------------------------ | ------------------------------ |
| Víceboj – jednotlivci | Gustave Sandras · Francie (FRA) | Noël Bas · Francie (FRA) | Lucien Démanet · Francie (FRA) |